# Cryptocarya bhutanica
Cryptocarya bhutanica là loài thực vật có hoa trong họ Nguyệt quế. Loài này được D.G.Long miêu tả khoa học đầu tiên năm 1984.